# Joti Polizoakis
Panagiotis „Joti“ Polizoakis (* 9. Juni 1995 in Bietigheim-Bissingen) ist ein deutscher Eistänzer, Choreograf und Eiskunstlauftrainer. Er ist mehrfacher Deutscher Meister und belegte 2018 den 16. Platz bei den Olympischen Spielen.

## Karriere
Joti Polizoakis begann zunächst als Einzelläufer. Er ist der Deutsche Juniorenmeister von 2013 und 2014. 2015 wechselte er zum Eistanz. Mit seiner Eistanzpartnerin Kavita Lorenz startete er für den EC Oberstdorf. Das Paar gewann auf Anhieb die Deutsche Meisterschaft 2016. Diesen Erfolg wiederholten Polizoakis und Lorenz 2017 und 2018.
Mit dem Sieg der Deutschen Meisterschaft 2018 qualifizierte sich Polizoakis gemeinsam mit seiner Partnerin für die Olympischen Winterspiele 2018 in Pyeongchang, Südkorea. Im Team-Event belegten sie den 7. Platz. Im individuellen Wettkampf qualifizierten sich Polizoakis und Lorenz für das Finale und belegten im Endklassement Platz 16.
Nach den Weltmeisterschaften 2018, bei denen das Paar erneut den 16. Platz belegte, beendete Kavita Lorenz ihre Karriere.
In der Saison 2019/20 trat Polizoakis bei Holiday on Ice mit Sarah Lombardi auf, i der Saison 2021/22 mit Cheyenne Pahde und Valentina Pahde auf.
2022 teilte Polizoakis mit, nach seiner mehrjährigen Pause in den Wettbewerb zurückkehren zu wollen. Er wechselte zum tschechischen Verband, was dadurch vereinfacht war, dass er auch die tschechische Staatsbürgerschaft besitzt. Mit seiner neuen Partnerin Denisa Cimlová trainiert er bei Barbara Fusar-Poli.

## Fernsehauftritte
Bundesweit bekannt wurde Polizoakis 2019 durch die erste Staffel von Dancing on Ice, in der er als Profitänzer mitwirkte. Gemeinsam mit Sarah Lombardi als Partnerin an seiner Seite gewann er die erste Staffel.
Die zweite Staffel bestritt Polizoakis mit Lina Larissa Strahl. Erneut kam Polizoakis als Profi ins Finale und belegte mit Lina Larissa Strahl den dritten Platz.
Am 16. Mai 2020 trat Polizoakis beim Free European Song Contest als Tänzer auf. Im Herbst 2020 drehte Polizoakis seinen ersten Kurzfilm als Schauspieler.

## Persönliches
Polizoakis wurde in Deutschland als ältestes Kind einer Tschechin und eines Griechen in Bietigheim-Bissingen geboren. Er spricht neben Deutsch, Tschechisch und Griechisch auch Englisch und Französisch fließend. Er hat zwei jüngere Geschwister.
Polizoakis war von 2017 bis 2019 im Dienst der Bundeswehr als Sportsoldat. Er wohnt und lebt in Berlin.

## Erfolge und Ergebnisse

### Eistanz
(mit Kavita Lorenz)
| Wettbewerb / Saison      | 2015–16       | 2016–17       | 2017–18       |
| International            | International | International | International |
| ------------------------ | ------------- | ------------- | ------------- |
| Olympische Winterspiele  |               |               | 16.           |
| Weltmeisterschaften      | 17.           | 19.           | 16.           |
| Europameisterschaften    | 14.           | 14.           |               |
| Skate Canada             |               |               | 8.            |
| CS Nebelhorn Trophy      | 4.            | 5.            | 3.            |
| CS Nepela Trophy         | 5.            | 5.            |               |
| CS Tallinn Trophy        |               |               | 5.            |
| CS Warschau Cup          | 5.            |               |               |
| CS Golden Spin of Zagreb |               | 4.            |               |
| Open d’Andorra           | 1.            |               |               |
| NRW Trophy               |               | 2.            |               |
| Volvo Cup                |               | 2.            |               |
| Bavarian Open            |               | 3.            |               |
| National                 |               |               |               |
| Deutsche Meisterschaften | 1.            | 1.            | 1.            |

### Einzellauf
| Wettbewerb / Saison      | 2008–09  | 2009–10  | 2010–11  | 2011–12  | 2012–13  | 2013–14  | 2014–15  |
| National                 | National | National | National | National | National | National | National |
| ------------------------ | -------- | -------- | -------- | -------- | -------- | -------- | -------- |
| Deutsche Meisterschaften | 13. J.   | 6. J.    | 4. J.    | 3 .J.    | 1. J.    | 1. J.    | 6.       |
| J. = Junioren            |          |          |          |          |          |          |          |